# Martin és Lewis

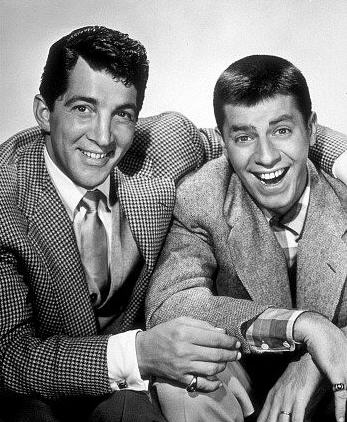
Dean Martin és Jerry Lewis

Martin és Lewis amerikai komikus páros, akik 1946 és 1956 között meghódították az éjszakai klubokat, a rádiókat, a televíziót, illetve számos filmben játszottak együtt. A duó egy sármos, búgó hangú énekesből (Dean Martin) és egy humoristából (Jerry Lewis) állt.
1956-ban kapcsolatuk megszakadt. Eltekintve Martin egyik váratlan megjelenését Lewis egyik 1976-os előadásán, többé nem dolgoztak együtt. Martin utolsó éveiben azonban újra barátok lettek.

## Filmográfia
- Hollywood or Bust (1956)
- Pardners (1956)
- You're Never Too Young (1955)
- Artists and Models (1955)
- Living It Up (1954)
- Three Ring Circus (1954)
- Money from Home (1954)
- Caddy, The (1953)
- Scared Stiff (1953)
- Stooge, The" (1953)
- Road to Bali (1952) Cameo appearance
- Jumping Jacks (1952)
- Sailor Beware (1951)
- That's My Boy (1951)
- At War with the Army (1950)
- My Friend Irma Goes West (1950)
- My Friend Irma (1949)